# Saint-Georges (Mosela)
Saint-Georges é uma comuna francesa na região administrativa de Grande Leste, no departamento de Moselle. Estende-se por uma área de 8,1 km². Em 2010 a comuna tinha 200 habitantes (densidade: 24,7 hab./km²).